# Цвітково (Новомосковське сільське поселення)
Цвітково (рос. Цветково) — селище Гур'євського міського округу, Калінінградської області Росії. Входить до складу Новомосковського сільського поселення.
Населення —  109 осіб (2015 рік). 

## Населення
| 1910 | 1933 | 1939 | 2002 | 2010 | 2011 |
| ---- | ---- | ---- | ---- | ---- | ---- |
| 356  | ↘321 | ↗341 | ↘127 | ↘109 | →109 |